# Sphaeridia
Tribu
Genre
Sphaeridia est un genre de collemboles de la famille des Sminthurididae, le seul de la tribu des Sphaeridiini

## Liste des espèces
Selon Checklist of the Collembola of the World (version du 20 août 2019) :
- Sphaeridia aserrata Mari Mutt, 1987
- Sphaeridia asiatica Rusek, 1971
- Sphaeridia aspinosa Bretfeld & Trinklein, 2000
- Sphaeridia betschi Arlé, 1984
- Sphaeridia biclava Bretfeld & Trinklein, 2000
- Sphaeridia biniserrata (Salmon, 1951)
- Sphaeridia bivirgata Bretfeld, 2002
- Sphaeridia boettgeri Bretfeld & Gauer, 1994
- Sphaeridia brevipila (Murphy, 1960)
- Sphaeridia cardosi Arlé, 1984
- Sphaeridia carioca Arlé, 1984
- Sphaeridia catapulta Bretfeld & Gauer, 1994
- Sphaeridia cerastes Bretfeld & Gauer, 1994
- Sphaeridia chisacae Bretfeld & Gauer, 1994
- Sphaeridia clara Bretfeld & Gauer, 1994
- Sphaeridia cornuta Murphy, 1966
- Sphaeridia coronata Bretfeld & Gauer, 1994
- Sphaeridia decemdigitata Bretfeld & Schulz, 2012
- Sphaeridia delamarei Bretfeld, 1997
- Sphaeridia denisi Massoud & Delamare Deboutteville, 1964
- Sphaeridia duckei Bretfeld, 2002
- Sphaeridia fernandoi Murphy, 1966
- Sphaeridia fibulifera Bretfeld & Gauer, 1994
- Sphaeridia fluminensis Arlé, 1984
- Sphaeridia foliata Bretfeld, 1997
- Sphaeridia franklinae Bretfeld & Gauer, 1994
- Sphaeridia furcata Dunger & Bretfeld, 1989
- Sphaeridia gladiolifer Delamare Deboutteville & Massoud, 1964
- Sphaeridia heloisae Arlé, 1984
- Sphaeridia indica Prabhoo, 1971
- Sphaeridia inflata Bretfeld, 1997
- Sphaeridia irmleri Bretfeld & Gauer, 1994
- Sphaeridia jaliensis Bretfeld, 1997
- Sphaeridia leutrensis Dunger & Bretfeld, 1989
- Sphaeridia lobata Bretfeld & Gauer, 1994
- Sphaeridia mandibulata Bretfeld & Gauer, 1994
- Sphaeridia martii Bretfeld & Gauer, 1994
- Sphaeridia massoudi Murphy, 1966
- Sphaeridia minimus (Schött, 1893)
- Sphaeridia murphyi Yosii, 1966
- Sphaeridia neopumilis Bretfeld & Gauer, 1994
- Sphaeridia obtusa Murphy, 1966
- Sphaeridia panguanae Bretfeld & Schulz, 2012
- Sphaeridia paroara Arlé, 1984
- Sphaeridia peruensis Bretfeld & Schulz, 2012
- Sphaeridia pilleata Bretfeld & Gauer, 1994
- Sphaeridia pippetti Murphy, 1966
- Sphaeridia posterospina Murphy, 1966
- Sphaeridia proxima Murphy, 1960
- Sphaeridia pumilis (Krausbauer, 1898)
- Sphaeridia robusta Bretfeld & Gauer, 1994
- Sphaeridia salmoni Massoud & Delamare Deboutteville, 1964
- Sphaeridia schalleri Massoud & Delamare Deboutteville, 1964
- Sphaeridia serrata Folsom & Mills, 1938
- Sphaeridia sphaera (Salmon, 1946)
- Sphaeridia spinifer (da Gama, 1964)
- Sphaeridia spinifrons Murphy, 1966
- Sphaeridia spira Bretfeld & Gauer, 1994
- Sphaeridia squamifera Bretfeld & Gauer, 1994
- Sphaeridia sturmi Bretfeld & Gauer, 1994
- Sphaeridia superstes Bretfeld, 2000
- Sphaeridia torifera Bretfeld & Schulz, 2012
- Sphaeridia tropica Bretfeld & Schulz, 2012
- Sphaeridia tschirnhausi Bretfeld & Schulz, 2012
- Sphaeridia tunicata Yosii, 1954
- Sphaeridia vampyra Bretfeld & Schulz, 2012
- Sphaeridia vanharteni Bretfeld, 2000
- Sphaeridia winteri Massoud & Delamare Deboutteville, 1964
- Sphaeridia zaheri Yosii, 1966

## Publications originales
- Linnaniemi, 1912 : Die Apterygotenfauna Finlands, II. Spezieller Teil. Acta Societatis Scientiarum Fennicæ, Helsingfors, vol. 15, no 5, p. 1-359.
- Richards, 1968 : Generic Classification, Evolution, and Biogeography of the Sminthuridae of the World (Collembola). Memoirs of the entomological Society of Canada, no 53, p. 1-54.